# Виборча комісія
Виборча комісія — спеціалізований незалежний колегіальний орган публічної влади, що формується відповідно до виборчого законодавства, організує і забезпечує підготовку та проведення виборів різних видів. При проведенні референдумів виборчі комісії діють як комісії референдуму. Виборчі комісії досить часто ще позначають виборчими органами.

## Законодавчі параметри
Відповідно до виборчого законодавства виборчі комісії самостійні й незалежні від органів державної влади, органів місцевого самоврядування та громадських об'єднань, однак на практиці нерідкі випадки втручання посадових осіб органів державної влади та місцевого самоврядування в діяльність виборчих комісій[джерело?].

## Система виборчих комісій в Україні
Систему виборчих комісій в Україні очолює Центральна виборча комісія (ЦВК), яка є найвищим органом виборчої адміністрації та здійснює контроль за діяльністю та консультативно-методичне забезпечення виборчих комісій нижчого рівня. ЦВК повноважна на всій території України та в закордонних виборчих дільницях.
Систему виборчих комісій складають:
На загальнонаціональних виборах:
- Окружні виборчі комісії (ОВК) — діють у межах одномандатного (або територіального[4]) виборчого округу;
- Дільничні виборчі комісії (ДВК) — діють у межах виборчої дільниці.

На місцевих виборах:
- Територіальні виборчі комісії (ТВК) - виборча комісія АР Крим, обласні, районні, міські, районні у містах (у містах з районним поділом), селищні, сільські виборчі комісії - діють у межах відповідної адміністративно-територіальної одиниці;
- Дільничні виборчі комісії (ДВК) - діють у межах виборчої дільниці.